# PRIDE 5
PRIDE 5 fue un evento de artes marciales mixtas producido por PRIDE Fighting Championships, celebrado el 29 de abril de 1999 en el Nagoya Rainbow Hall de Nagoya.

## Historia
Poco antes del evento, KRS desapareció y se fundó otra empresa madre para PRIDE Fighting Championships, que recibió el nombre de Dream Stage Entertainment. PRIDE FC firmó un contrato con Fuji TV para retransmitir por televisión un evento cada mes, también se firmó el acuerdo con SKY Perfect TV para retransmitir los eventos mundialmente mediante pago por visión.
El evento principal enfrentó a Nobuhiko Takada con la entonces estrella y campeón de UFC, Mark Coleman.